# 袋正
袋 正（ふくろ ただし、1932年2月21日 - ）は、日本の俳優、舞台演出家。本名は同じ。
東京府（現東京都）出身。早稲田大学中退。劇団俳優座養成所第6期生。劇団俳優座に所属。
身長165cm。

## 経歴・人物
大学中退後、1956年劇団俳優座に入団する。刑事ドラマや時代劇など、さまざまなテレビドラマに出演した。近年は舞台の演出も手掛けている。

## 出演作品

### テレビドラマ
- 山椒太夫（1958年、NHK） - 奴
- おかあさん 第2シリーズ（KRT）
  - 第8話「粉雪」（1959年）
  - 第38話「御茶とお見合い」（1960年）
  - 第177話「ある偶像」（1963年）
  - 第258話「オーイ! 赤ちゃん」（1964年）
  - 第289話「遠い鏡」（1965年）
- カメラマン物語 第10話「海の棺」（1960年、KRT）
- サスペンスタイム / その靴を忘れない（1960年、NET）
- お好み日曜座 / 鍵守り男（1960年、NHK）
- 雑草の歌 / 医者がえし（1960年、KRT）
- 東芝土曜劇場 / ねばったやつら（1961年、CX）
- 女の園（1962年、NHK）
  - 第18話「桃の花咲く」 - 栄太郎
  - 第55話「敗北」
- シャープ火曜劇場 / 川は今も流れる（1962年、CX）
- 創作劇場 / 埋葬（1962年、ETV）
- 東芝日曜劇場 / 姫御前村の災難（1962年、RKB）
- テレビ劇場（1963年、NHK）
  - 城の風景
  - 坂の上の家
- 夫婦百景 第254話「御安全夫婦」（1963年、NTV）
- 事件記者（NHK）
  - 第136話「偽装」（1963年）
  - 第208話「頂上作戦」（1964年）
  - 第259話「にがい水」（1965年）
- 近鉄金曜劇場
  - ただいま零匹（1963年、RKB）
  - 終わりなき生命を（1967年、TBS）
- 風雪（NHK）
  - 第11話「紳士の御旗」（1964年） - 新聞記者
  - 第62話「夢二えがく」（1965年）
- 30分劇場 / おんぶ（1964年、NTV） - 浅井
- 連続テレビ映画 / 男は太郎（1964年、CX） - 白滝
- NHK劇場（NHK）
  - 家庭の幸福（1964年）
  - 流れ藻 前編、後編（1967年）
- せんせい（1965年、CX）
- テレビ指定席 / 婚前未定旅行（1965年、NHK）
- 土曜日の虎 第2話「亀裂のなか」（1966年、TBS）
- 木下恵介劇場→木下恵介アワー（TBS）
  - 記念樹 第31話（1966年）
  - 二人の世界 第16話（1971年） - 総務課の上司
- 東京警備指令 ザ・ガードマン（TBS）
  - 第88話「赤い標的」（1966年）
  - 第109話「忘れられない顔」（1967年）
- 三匹の侍 第4シリーズ 第17話「悪童ども」（1967年、CX）
- 失われたもの（1967年、NHK）
- シオノギテレビ劇場 / ゴメスの名はゴメス （1967年、CX）
- レモンのような女 第2話「私は私」（1967年、TBS）
- 剣 第32話「おかる勘平」（1967年、NTV） - 大野定九郎
- 秘密指令883 第11話「裁きは俺のハジキで」（1967年、CX）
- 夜の主役 第15話「幻のペンダント」（1968年、NTV）
- お庭番 第29話、第30話「墓場のない男（前編、後編）」（1968年、NTV）
- 銀河ドラマ / 風の中の女（1971年、NHK）
- 天皇の世紀 第一部（1971年、TBS） - 桂小五郎
  - 第7話「黒い風」
  - 第11話「決起」
- 大岡越前（TBS）
  - 第3部 第25話「義賊かまいたち」（1972年） - 与吉
  - 第10部 第25話「亡霊に狙われた男」（1988年） - 惣平
- まごころ 第17話（1973年、TBS）
- 花の生涯（1974年、NTV）
- 科学捜査官 第22話「噂の殺人」（1974年、KTV） - 秋山智之
- 特捜記者 第1話（1974年、KTV）
- 必殺シリーズ（ABC）
  - 暗闇仕留人 第20話「一途にて候」（1974年）- 平田玄一郎
  - 新・必殺仕置人 第28話「妖刀無用」（1977年）- 三田村采女
  - 必殺仕事人 第71話「絞り技一揆助命脳天突き」（1980年）- 守田将監
  - 必殺仕事人V・激闘編 第15話「主水、卵ひな人形こわす」（1986年）- 荒月
- 天まであがれ（1974年、NET） - 小出
- バーディー大作戦 第32話「メスがオスを殺す瞬間!」（1974年、TBS）
- 座頭市物語 第16話「赤城おろし」（1975年、CX）
- ご存じ金さん捕物帳 第25話「帰った来たならず者」（1975年、NET）
- 鬼平犯科帳 第2話「雨隠れ鶴吉」（1975年、NET）
- 江戸の旋風シリーズ（CX）
  - 同心部屋御用帳 江戸の旋風 第1話「矢取りの女」（1975年）
  - 同心部屋御用帳 江戸の旋風III（1977年）
    - 第2話「あばずれ芸者」
    - 第23話「同心わかれ道」

  - 同心部屋御用帳 江戸の旋風IV 第21話「女房の秘密」（1979年）
- 俺たちの勲章 第17話「子守唄」（1975年、NTV） - 福山の刑事
- 破れ傘刀舟悪人狩り（NET）
  - 第32話「旗本雷馬族」（1975年） - 石塚庄助
  - 第86話「浦賀の花嫁人形」（1976年）- 木曽屋番頭喜助
- Gメン'75（TBS）
  - 第94話「ブリュッセル国際空港の女」（1977年）
  - 第129話「警察犬と女刑事」（1977年） - 捜査主任
  - 第171話「太平洋大捜査網」（1978年） - 皆川賢一
  - 第193話「網走刑務所吹雪の大脱走」（1979年） - 捜査一課捜査員
  - 第347話「生きていた5年前の死体」、第348話「生きていた5年前の死体 PARTII」（1982年） - 行田技官
- 愛のドラマシリーズ / チーちゃん、ごめんね（1977年、12ch）
- 太陽にほえろ!（NTV / 東宝）
  - 第278話「刑事嫌い」（1977年） - 大友弁護士
  - 第379話「旅の夢」（1979年） - 高井光三（弁護士）
  - 第561話「12年目の真実」（1983年） - 弁護士
  - 第603話「陽炎の街」（1984年） - 城西医学セミナー講師
- ご存知!女ねずみ小僧 第30話「花は元禄・雪の心中」（1977年、CX） - 稲葉丹後守
- 銭形平次 第601話「父と娘」（1977年、CX） - 若松屋
- ザ・スペシャル / 密約（1978年、ANB）
- 大空港 第29話「戦慄! 空港VIP室占拠事件」（1979年、CX / 松竹） - 弘中ノブオ（営業部長）
- 半七捕物帳 第15話「かむろ蛇」（1979年、ANB）
- 木曜座 / 水中花（1979年、TBS）
- 噂の刑事トミーとマツ 第1シリーズ 第12話「張り込み先の珍家族」（1980年、TBS） - 強盗一味 (主犯)
- 木曜スペシャル / 極秘指令! F作戦を遂行せよ!（1980年、NTV）
- ピーマン白書 第2話「ちょっと待て! ムリな結婚ケガのもと」（1980年、CX）
- 大江戸捜査網 第502話「幻を慕う女」（1981年、TX） - 市兵衛
- 文吾捕物帳 第3話「過去からの使者」（1981年、ANB）
- 土曜ワイド劇場（ANB）
  - 松本清張の風の息（1982年） - 中浜宗介
  - 探偵・神津恭介の殺人推理 第2作「影なき女」（1985年） - 久原諒一
- 月曜ワイド劇場（ANB）
  - 婚約 北の国から来た花嫁（1983年）
  - 美貌のメス・女外科医が見た大病院の疑惑!（1985年）
- 大奥 第3話「陰謀の毒薬」・第4話「禁じられた恋」（1983年、KTV）- 酒井忠勝〈初代〉
- ザ・ハングマン4 第24話「落ちこぼれ小学生が密売組織と勝負する!」（1985年、ABC） - 陳陽明（貿易商）
- 誇りの報酬 第32話「二人だけの非常線」（1986年、NTV） - 多摩中央署刑事
- 銭形平次 第9話「お藤、謎を解く」（1987年、NTV）
- 長七郎江戸日記 第2シリーズ 第2話「意気に感ず」（1988年、NTV） - 宇之吉

### 映画
- 森は生きている（1956年） - 二月
- おとし穴（1962年、ATG） - 第二組合員
- 何か面白いことないか - 雑誌社の記者A
- 日本のいちばん長い日（1967年、東宝） - 入江相政
- 復讐の歌が聞える（1968年、松竹、俳優座）[2] - 上田
- 日本万国博覧会自動車館 1日240時間（1970年、勅使河原プロダクション） - 博士[3]
- やくざと抗争 実録安藤組（1973年、東映） - 三崎
- 実録安藤組 襲撃篇（1973年、東映） - 須山明
- 陽暉楼（1983年、東映） - 武崎病院の医師

### 吹き替え
- 宇宙船XL-5（マシュウ・マット・マティック教授〈初代〉）
- 大草原の小さな家 第75話（スタンレー〈マイケル・パタキ〉）
- マクベス
- ミステリー・ゾーン シーズン2 第22話（クリス・ベイルズ〈フィリップ・アボット〉）

### 舞台
- 幽霊はここにいる（1958年）- 箱山義一
- 復活（1991年）
- カラマーゾフの兄弟（1994年）
- 門 - わが愛（1997年）
- チェーホフ家の人々（1998年）
- 離れて遠く二万キロ（2000年）
- 阿修羅の妻（2001年）

## 演出作品
- ワルシャワのメロディー（1983年）
- 八月に乾杯!（2001年、2019年）
- ワーニャ伯父さん（2003年）
- 足摺岬（2004年）
- 罪と罰（2006年）
- 樫の木坂四姉妹（2010年）
- ワーニャ伯父さん（2011年）
- 樫の木坂四姉妹（2012年 - 2014年）